# Zillingdorf
Zillingdorf ist eine Marktgemeinde mit 2080 Einwohnern (Stand 1. Jänner 2025) im Bezirk Wiener Neustadt in Niederösterreich.

## Geographie
Zillingdorf liegt am Ostrand des südlichen Wiener Beckens, einerseits in der von Südwest nach Nordost streichenden Leithamulde, einer Einsenkung zwischen dem Steinfeld und den östlichsten Ausläufern der Zentralalpen, andererseits inmitten der östlich parallel dazu anschließenden Wiener Neustädter Pforte, einer nach Südosten hin offenen Senke zwischen Rosalien- und Leithagebirge, die die Räume von Wiener Becken und Eisenstädter Bucht verbindet. Umgeben ist der Ort auf niederösterreichischem Gebiet von Lichtenwörth (Süden, Südwesten), Eggendorf (Westen, Nordwesten) und Ebenfurth (Norden), an der Grenze zum Burgenland von Neufeld (Norden), Steinbrunn (Osten), Zillingtal (Südosten) und Pöttsching (Süden).
Der Zillingdorfer Wald ist von der Ortsgemarkung räumlich abgetrennt, liegt auf dem Hotter Lichtenwörths und wird von Lichtenwörth, Pöttsching sowie Neudörfl umschlossen. An seiner Südspitze wird er von Bad Sauerbrunn fast noch berührt.
Die Seehöhe Zillingdorfs wird im amtlichen Kartenwerk Österreichs offiziell mit 241 m angegeben. Das Bett der Leitha weist beim Eintritt nach Zillingdorf im Süden 245 m, beim Austritt gegen Ebenfurth und Neufeld 232 m Höhe auf. In Zillingdorf-Bergwerk liegen die Siedlung auf etwa 246 m, der höchste Punkt im Bereich der Abraumhalden des ehemaligen Lignitbergwerkes auf 278 m.

### Geologie
In morphologischer Hinsicht liegt Zillingdorf in einem Flach- bzw. wenig gewellten Hügelland, das im östlichen Grenzgebiet aus einer leicht erhöhten voreiszeitlichen Sedimentplatte, der Zillingdorfer Platte, besteht, die die Wasserscheide zwischen Leitha und Wulka bildet. Westlich schließt ein jungeiszeitlicher Schotterkörper (Oeynhausener Terrassenschotter) an, während die Leithamulde von Alluvionen bedeckt ist.
Geologisch ist das Gebiet sehr jung. Die Zillingdorfer (oder Neufelder) Schichten der Zillingdorfer Platte, die aus Ton, Sand und Flözen mit Lignit, einer minderwertigen Weichbraunkohle, bestehen, sind mit einem Alter von sechs bis acht Millionen Jahren am ältesten. Sie nehmen den Ostteil des Ortes ein und werden vom bis zu 30 m mächtigen jüngeren Zillingdorfer (oder Steinbrunner) Terrassenschotter aus der frühesten Eiszeit (mehr als eine Million Jahre alt) überlagert.
Die Lagerstätte der Zillingdorfer bzw. Neufelder Schichten bildet das größte Lignitvorkommen im Wiener Becken. Im Osten des Reviers streichen die Flöze an der Oberfläche aus, gegen Westen hin reichen sie über die Leitha hinaus, sind allerdings durch Brüche gestört und bis zu 240 m Tiefe abgesunken. Die Vorräte schätzt man insgesamt auf etwa 100 Mio. Tonnen. Durch Verunreinigungen sowie hohen Wasser- und Schwefelgehalt ist die Qualität der Kohle gering und auf Grund unregelmäßigen Flözverlaufs kaum förderbar. Doch in früherer Zeit ist die Lagerstätte bergmännisch genutzt worden (siehe unten).
Die Grobeinteilung der Böden in Zillingdorf ist relativ einfach: Es dominieren kalkhaltige Schwarzerden (Feuchtschwarzerden und Tschernoseme), die sich auf den jungen Flussablagerungen (Schotter, Sande, Aulehme) des Oeynhausener Terrassenschotters und der Zillingdorfer Schichten gebildet haben. Entlang der Leitha im Westen finden sich hingegen junge Auböden (Gleye). Klimatisch liegt Zillingdorf im mitteleuropäischen Übergangsgebiet in seiner pannonisch-kontinentalen Ausprägung.
Kulturgeographisch liegt Zillingdorf im niederösterreichischen Industrieviertel. Die Fläche der Marktgemeinde, die mit Zillingdorf und Zillingdorf-Bergwerk zwei Katastralgemeinden besitzt, umfasst 15,34 km², 4,27 Prozent hiervon sind bewaldet.

### Leitha
Die Leitha hat sich nacheiszeitlich einige Meter in die darunter liegenden Schichten eingegraben und dabei die Leithamulde geschaffen, die später mit eigenen oder umgelagerten älteren Schottern und Sanden weitgehend wieder aufgefüllt wurde. Sie bildet gemeinsam mit der Schwarza das Hauptentwässerungsgerinne des Wiener Beckens. Die tektonische Aktivität ist beträchtlich, immer wieder kommt es zu Erdbeben. Die Ursache dafür liegt in der in mehreren Phasen erfolgten Einsenkung des Wiener Beckens. Zillingdorf liegt im Bereich der östlichen Bruchzone am Ostrand des Wiener Beckens, mehrere kleine Bruchlinien durchziehen von Südwest nach Nordost den Ort.
Die Leitha führt in Zillingdorf seit 18 Monaten kein Wasser mehr. Bürgermeister Harald Hahn kritisiert, dass zu viel Wasser aus dem Fluss abgeleitet wird. Der Grundwasserspiegel ging drastisch zurück, das Naturschutzgebiet Leitha-Au leidet enorm unter der Trockenheit. Ursache ist einerseits weniger Wasser aus dem Gebiet des Schneeberges und der Rax, andererseits ist das Hauptproblem die Wasserentnahme durch Ausleitungen, bei Katzelsdorf für den Mühlbach oder für den Kehrbach, die so hoch sind wie vor 30 Jahren. So bleibt für die Leitha zu wenig und in Zillingsdorf kommt nichts mehr an. Martin Angelmaier, Leiter der Abteilung Wasserrecht des Landes Niederösterreich, erinnert, dass die Leitha um 1984 276 Tage ohne Wasser war und 2001 353 Tage ohne Wasser war, und warnt davor an den Schrauben der Ausleitungen zu drehen, weil das vielfältige Folgewirkungen für die Region hätte. eine Berechnung habe ergeben, dass eine Einleitung von mehr Wasser in Katzelsdorf in die Leitha nur eine kurzfristige Hilfe wäre und langfristig nichts an der Problematik ändert.

### Gemeindegliederung
Das Gemeindegebiet umfasst folgende zwei Ortschaften (in Klammern Einwohnerzahl Stand 1. Jänner 2025):
- Zillingdorf (1196)
- Zillingdorf-Bergwerk (884)

### Nachbargemeinden
| Eggendorf    | Ebenfurth                                   | Neufeld an der Leitha (B) |
|              | Kompassrose, die auf Nachbargemeinden zeigt | Steinbrunn (B)            |
| Lichtenwörth | Pöttsching (B)                              | Zillingtal (B)            |

## Geschichte

### Geschichte Zillingdorfs bis zum Ende des Mittelalters
Die ältesten Spuren einer Besiedlung führen ins 2. vorchristliche Jahrtausend. Im Ortsteil Zillingdorf-Bergwerk wurden Hockergräber aus der Wieselburger Kultur (1800–1500 v. Chr.) gefunden. Ebenfalls in Zillingdorf-Bergwerk fand man Flachgräber mit Skeletten aus der Jüngeren Hallstattzeit (600–450 v. Chr.). Danach war das Gebiet Teil des keltischen Königreiches Noricum und gehörte zur Umgebung der keltischen Höhensiedlung Burg auf dem Schwarzenbacher Burgberg, welche Hauptort für das gesamte Nord-Ost-Norikum war.
Später unter den Römern lag das heutige Zillingdorf dann in der Provinz Pannonia. Im Gebiet des heutigen Ortskernes dürfte sich eine kleinere römische Siedlung befunden haben. Funde aus dem 1. bis 4. Jahrhundert n. Chr. bezeugen dies. Etwas später (5./6. Jahrhundert) ist ein römischer Gutshof am Nordrand des Ortskernes (Richtung Zillingdorf-Bergwerk hin) nachzuweisen. Einige Funde gibt es auch aus dem Frühmittelalter (Bronzefunde aus awarischer Zeit, 6.–8. Jh.), dann verdunkelt sich die Geschichte. Während des Hochmittelalters dürfte Zillingdorf kaum, bestenfalls sporadisch, besiedelt gewesen sein. Es war Ödland (Gyepűelve) zwischen Österreich, Ungarn und der Steiermark.
Ende des 12. Jahrhunderts erlangten die Babenberger, die in Österreich seit 976 regierten, durch Erbschaft die Steiermark. Dies führte zu einer verstärkten Siedlungstätigkeit im Südosten Niederösterreichs. So wurde Wiener Neustadt in dieser Zeit gegründet. Die Ungarn intensivierten ebenfalls die Siedlungstätigkeit an ihrer Westgrenze. Vermutlich ist damals auch Zillingdorf östlich des Grenzflusses Leitha gegründet worden. Zillingdorf war seit diesem Anfängen stets von Deutsch sprechender Bevölkerung besiedelt, gehörte aber politisch zur Herrschaft der Mattersdorf-Forchtensteiner Grafen und damit zu Ungarn.
Um 1300 dürfte eine erste Kirche im Ort in Stil provinzieller Dorfgotik errichtet worden sein, die heutige Apsis stammt noch von diesem Bau. Die erste urkundliche Erwähnung erfolgte am 13. Oktober 1342. In einem Vertrag wird der Verkauf eines Lehens in Cyligendorf durch die Brüder Wulfing und Mathes von Paumgarten an Paul von Mattersdorf und seine Schwägerin Margarete besiegelt.
In der zweiten Hälfte des 14. Jahrhunderts kam es zu politischen und finanziellen Krisen bei den Mattersdorf-Forchtensteiner Grafen, die zur Verpfändung Zillingdorfs und anderer Besitzungen um 1400 führten. 1404 gelangte das Pfandrecht an die im Südosten Niederösterreichs reich begüterten Grafen von Puchheim, einem aus Oberösterreich stammenden Geschlecht. Zwischen 1411 und 1415 lösten Albrecht und Georg von Puchheim die Pfandrechte ein und wurden nun die Besitzer Zillingdorfs.
Zillingdorf lag zwar weiterhin in Ungarn, durch die Herrschaft der Puchheimer wurde das Dorf aber immer stärker an das österreichische Rechtssystem angepasst. Im Zuge von Auseinandersetzungen zwischen Kaiser Friedrich III. und den Ungarn ergriffen die Puchheimer bedingungslos die Partei des Kaisers, ihr Engagement wurde aber nicht honoriert. Die Puchheimer erlitten große materielle Verluste, die ihnen vom Kaiser nicht ersetzt wurden. 1453 schloss sich Georg von Puchheim daher der Opposition gegen den Kaiser an, außenpolitisch setzte er auf eine verstärkte Zusammenarbeit mit den Ungarn und deren König Ladislaus Postumus, der wie Kaiser Friedrich III. ebenfalls aus dem Haus Habsburg stammte.
Dieser Zusammenarbeit verdankte Zillingdorf ein Privileg König Ladislaus’, in dem der Ort im Jahr 1455 vom Kammerzins und allen außerordentlichen Abgaben an den König befreit wurde. Dieses Steuerprivileg führte zur Markterhebung Zillingdorfs durch den Grundherrn Georg II. von Puchheim. In der zweiten Hälfte des 15. Jahrhunderts wurde auch das wichtigste alte Rechtsdokument Zillingdorfs, das Banntaiding (eine Art „Dorfverfassung“), von der Grundherrschaft erlassen.
Als 1459 Friedrich III. zum ungarischen Gegenkönig ausgerufen wurde, begannen erneut Auseinandersetzungen mit den Ungarn und ihrem König Matthias Hunyadi (Corvinus). Nach deren Beendigung (durch den Tod Corvinus’ 1490) entzog der Kaiser 1491 Zillingdorf den Puchheimern endgültig wegen Treulosigkeit und übernahm den Ort vorerst in den eigenen Besitz. Mit dem neuen ungarischen König Vladislav II. wurde in Pressburg Friede geschlossen. 1493 schenkte Kaiser Friedrich III. in einer der letzten Urkunden vor seinem Tod Zillingdorf und das benachbarte Lichtenwörth den Augustiner-Chorherren von Wiener Neustadt, die auch das Domkapitel am Wiener Neustädter Dom stellten. Daraus ergab sich für die folgenden drei Jahrhunderte ein bemerkenswerter kirchenpolitischer Dualismus für den Ort: Die Domherren von Wiener Neustadt wurden nur die weltlichen Herren Zillingdorfs, die Pfarre hingegen verblieb der ungarischen Diözese Raab (Győr).
Damit endet in politischer Hinsicht die ungarische Zeit in Zillingdorf. Der Ort, der durch die Puchheimische Herrschaft allmählich immer stärker an das österreichische Polit- und Rechtssystem herangeführt wurde, kam nun endgültig zu Österreich.

### Geschichte Zillingdorfs seit Beginn der Neuzeit
Um 1500 wurde die in den Corvinuskriegen zerstörte Pfarrkirche restauriert, auch ein Pfarrhof erbaut. Durch eine Sedisvakanz im Bistum Wiener Neustadt übte zwischen 1508 und 1522 der St. Georgs-Ritterorden die Dorfherrschaft aus, ehe Zillingdorf wieder an das Bistum zurückkam.
Die Türkenkriege brachten große Not über den Ort, 1529 und wahrscheinlich auch 1532 zogen Einfälle aus dem Osten Zillingdorf stark in Mitleidenschaft. Im Zuge eines ungarischen Adelsaufstands steckte eine protestantische ungarische Rebellenschar 1605 das Dorf in Brand und zerstörte die Pfarrkirche. Der Wiederaufbau von Pfarre und Kirche im Jahr 1614 wurde durch Bischof Melchior Klesl finanziert. Auch die Zweite Türkenbelagerung Wiens 1683 führte zu schweren Schäden: Kirche, Pfarrhof und die Pfarrhof-Seite des Marktes brannten ab, zahlreiche Leute wurden verschleppt. Wenige Jahrzehnte danach überfielen erneut rebellische ungarische Streifscharen in den so genannten Kuruzzenkriegen (1704–1709) Zillingdorf.
1785 wurde der letzte Schritt zur Ablösung Zillingdorfs von Ungarn gemacht. Im Zuge der Kirchenreform Kaiser Josephs II. erfolgte eine neue Diözesaneinteilung: Die Diözese Wiener Neustadt wurde aufgelöst und nach St. Pölten verlegt. Die weltliche Macht in Zillingdorf übernahm die Staatsherrschaft Wiener Neustadt. Die Pfarre Zillingdorf hingegen wurde aus der Diözese Raab (Győr) aus- und in die Erzdiözese Wien eingegliedert. Damit wurden auch die Diözesangrenzen den politischen Grenzen angepasst.
Anfang des 19. Jahrhunderts suchen französische Truppen während der Napoleonischen Kriege zweimal (3. und 5. Koalitionskrieg, 1805 und 1809) Zillingdorf heim. Im Zuge der Revolution von 1848/49 erhielt die Gemeinde Zillingdorf die Selbstverwaltung, als Folge des Österreichisch-Ungarischen Ausgleichs und der Dezembergesetze 1867 entwickelte sich ein reges Vereinsleben im Ort, vor allem die Freiwillige Feuerwehr (1874) und ein Musikverein (1877) entstanden, nachdem sich schon in der ersten Jahrhunderthälfte ein Kirchenchor etablierte. Zwischen 1873 und 1912 betrieb der Wiener Verein der Kinderfreunde ein Kinderasyl für Waisenkinder in Zillingdorf.

Zillingdorf (rechts oben) und Umgebung um 1873 (Aufnahmeblatt der Landesaufnahme)

Vermutlich schon seit dem 17. Jahrhundert wurde Lignit in Zillingdorf abgebaut. Eindeutig belegt ist der Bergbau ab dem 19. Jahrhundert. Es gab wechselnde Besitzer, längere zeit war sie im Besitz der Ziegelbarone Alois Miesbach und Heinrich Drasche. Die dabei gewonnene Braunkohle wurde über den Wiener Neustädter Kanal vor allem in die Ziegeleien südlich von Wien sowie nach Sopron (Ödenburg) weitertransportiert. Nachdem Drasche um 1870 die Pachtrechte am Schifffahrtskanal verloren hatte, gab er auch den Kohlebergbau auf. Im Jahr 1912 erwarb die Gemeinde Wien den Kohlebergbau in Zillingdorf-Bergwerk. Die Lignitkohle wurde per Bahn nach Ebenfurth gebracht und im Dampfkraftwerk Ebenfurth verstromt.
Der Bergbau, der in den 1920er Jahren einen Höhepunkt erlebte und bis zu 1000 Menschen beschäftigte, musste aus wirtschaftlichen Gründen 1931 geschlossen werden. Heute erinnern noch zwei Badeseen an die beiden Tagebaue.
Im Ersten Weltkrieg (1914–1918) fielen zahlreiche Zillingdorfer, etliche gerieten in Kriegsgefangenschaft. Durch den Zerfall der Habsburgermonarchie wurde Zillingdorf vorübergehend zu einem Grenzort bis 1921, als das Burgenland zu Österreich kam. Während des Zweiten Weltkriegs fielen noch mehr Zillingdorfer, heftige Luftangriffe auf Wiener Neustadt ab 1943 führten zu massiven Schäden in Zillingdorf, das gegen Kriegsende auch Frontort und damit zu einem Schauplatz von Kriegshandlungen wurde. Nach dem Weltkrieg geriet Zillingdorf zunächst unter sowjetische Besatzung bis 1955. Der Wiederaufbau und eine demokratische Entwicklung setzten ab 1945 ein.

Im Osten von Zillingdorf liegt das Zillingdorfer Kohlenbergwerk (links oben) und die Gemeinde Zillingtal im Burgenland

### Ortsname
In   Urkunden tritt   Zillingdorf nach seiner ersten Erwähnung als Cyligendorf unter verschiedenen, einander ähnelnden Bezeichnungen auf: Cylindorph, Zilendorff, Zilgendorf, Ziligendorff, Ziligensdorf, Zyllingdorf, Ziliendarff, Zilindorf, Zilingdorf und Zillendorf.
Die Bedeutung der Endung -dorf ist eindeutig zu klären: Sie hat sich aus dem althochdeutschen Þurfa entwickelt, einer Bezeichnung für ein Gehöft, ein Gebäude oder eine Wohnstatt. Später erfolgt ein Bedeutungsübergang zu Gebäudegruppe oder Gruppensiedlung.
Für die Bedeutung von Zilling gibt es verschiedene Ansätze, jedoch keine endgültige Klärung. Am wahrscheinlichsten ist die Ableitung des Ortsnamens vom althochdeutschen Wort zilic, was klein bzw. mäßig bedeutet. In sachlicher Hinsicht ist diese Interpretation höchst schlüssig, ist doch Zillingdorf stets ein relativ kleines Dorf zwischen den weit größeren Ansiedlungen Lichtenwörth und Ebenfurth gewesen. Gegen diese Theorie spricht lediglich die Sprachgeographie, da kein sonstiger Beleg für diesen Ausdruck im süddeutsch-bayerischen Sprach- und Dialektgebiet vorliegt.
Die neuere Sprachwissenschaft sieht in Zillingdorf ein „Dorf, das nach einer Frau mit dem Namen Zilge benannt ist“, wobei sie Zilge als bayerische Kurzform des lateinischen Vornamens Cäcilia erklärt. Demnach wäre Zillingdorf das „Dorf der Cäcilia“. Diese Definition erscheint aber aus drei Gründen problematisch: Erstens existiert in den bisher bekannten Urkunden im Umfeld des Dorfes zwischen dem 10. und 13. Jahrhundert kein Hinweis auf eine Grundherrin namens Cäcilia oder Zilge. Zweitens kommen mittelalterliche Ortsbezeichnungen nach weiblichen Personen (außer Heiligen) praktisch überhaupt nicht vor. Und drittens ist eine Namensgebung nach einer Cäcilia im kirchlichen Bereich ebenso nahezu ausgeschlossen: Es gibt in Österreich aus dem Hochmittelalter keine Cäcilienkirchen und aus späterer Zeit nur ganz wenige Cäcilienkapellen. Außerdem ist die Pfarrkirche Zillingdorfs dem Hl. Georg geweiht, ein sehr häufiges Patrozinium im Hochmittelalter, vor allem bei herrschaftlichen Kirchengründungen.
Sachlich logisch wäre auch eine topographische Interpretation des Ortsnamens: Das mittelhochdeutsche Wort zîle bedeutet Grenze, und Zillingdorf ist jahrhundertelang Grenzort gewesen. Allerdings wandelt sich dieses zîle später zur „Zeile“. Daher ist aus sprachwissenschaftlichen Gründen eine Worterklärung des Dorfnamens aus der Grenzlage heraus nicht möglich.
Ebenso unrichtig ist die mancherorts geäußerte Worterklärung Zillingdorfs als Zwillingdorf (mit der „Zwillingssiedlung“ Eggendorf am anderen Ufer der Leitha), obwohl der in ungarischer Zeit gebräuchliche Name Kétikka („die beiden Eggendörfer“ für Zillingdorf und Eggendorf) darauf hindeuten könnte (két bedeutet „beide“ oder „doppelt“).

## Bevölkerung
In der nachfolgenden Tabelle kann man klar die demographische Bedeutung des Lignitbergbaus in Zillingdorf-Bergwerk erkennen: Zwischen 1912 und 1931 wurde der Bergbau durch die Gemeinde Wien betrieben, was zu einem starken Anstieg der Bevölkerung in diesem Zeitraum führte. Durch die Auflassung des Bergbaus setzte ein Abwanderungsprozess ein, der bis in die 1990er Jahre anhielt. Erst in den letzten Jahren stieg die Bevölkerungszahl wieder an, vor allem durch den Prozess der Suburbanisierung des Großraums Wien hervorgerufen und durch die Neuaufschließung von Bauland durch die Marktgemeinde Zillingdorf ermöglicht.

### Bevölkerungsentwicklung
| Zillingdorf: Einwohnerzahlen von 1869 bis 2025      | Zillingdorf: Einwohnerzahlen von 1869 bis 2025 | Zillingdorf: Einwohnerzahlen von 1869 bis 2025 | Zillingdorf: Einwohnerzahlen von 1869 bis 2025 | Zillingdorf: Einwohnerzahlen von 1869 bis 2025 |
| --------------------------------------------------- | ---------------------------------------------- | ---------------------------------------------- | ---------------------------------------------- | ---------------------------------------------- |
| Jahr                                                |                                                |                                                |                                                | Einwohner                                      |
| 1869                                                | 1869                                           |                                                | 846                                            | 846                                            |
| 1880                                                | 1880                                           |                                                | 952                                            | 952                                            |
| 1890                                                | 1890                                           |                                                | 946                                            | 946                                            |
| 1900                                                | 1900                                           |                                                | 1.034                                          | 1.034                                          |
| 1910                                                | 1910                                           |                                                | 1.129                                          | 1.129                                          |
| 1923                                                | 1923                                           |                                                | 1.666                                          | 1.666                                          |
| 1934                                                | 1934                                           |                                                | 1.993                                          | 1.993                                          |
| 1939                                                | 1939                                           |                                                | 1.775                                          | 1.775                                          |
| 1951                                                | 1951                                           |                                                | 1.680                                          | 1.680                                          |
| 1961                                                | 1961                                           |                                                | 1.616                                          | 1.616                                          |
| 1971                                                | 1971                                           |                                                | 1.663                                          | 1.663                                          |
| 1981                                                | 1981                                           |                                                | 1.543                                          | 1.543                                          |
| 1991                                                | 1991                                           |                                                | 1.522                                          | 1.522                                          |
| 2001                                                | 2001                                           |                                                | 1.750                                          | 1.750                                          |
| 2011                                                | 2011                                           |                                                | 2.014                                          | 2.014                                          |
| 2021                                                | 2021                                           |                                                | 2.088                                          | 2.088                                          |
| 2025                                                | 2025                                           |                                                | 2.080                                          | 2.080                                          |
| Quelle(n): Statistik Austria, Gebietsstand 1.1.2021 |                                                |                                                |                                                |                                                |

### Religion
Nach den Daten der Volkszählung 2001 sind 78,1 % der Einwohner römisch-katholisch und 4,1 % evangelisch. 1,8 % sind Muslime, 0,6 % gehören orthodoxen Kirchen an. 14,9 % der Bevölkerung haben kein religiöses Bekenntnis.

## Kultur und Sehenswürdigkeiten

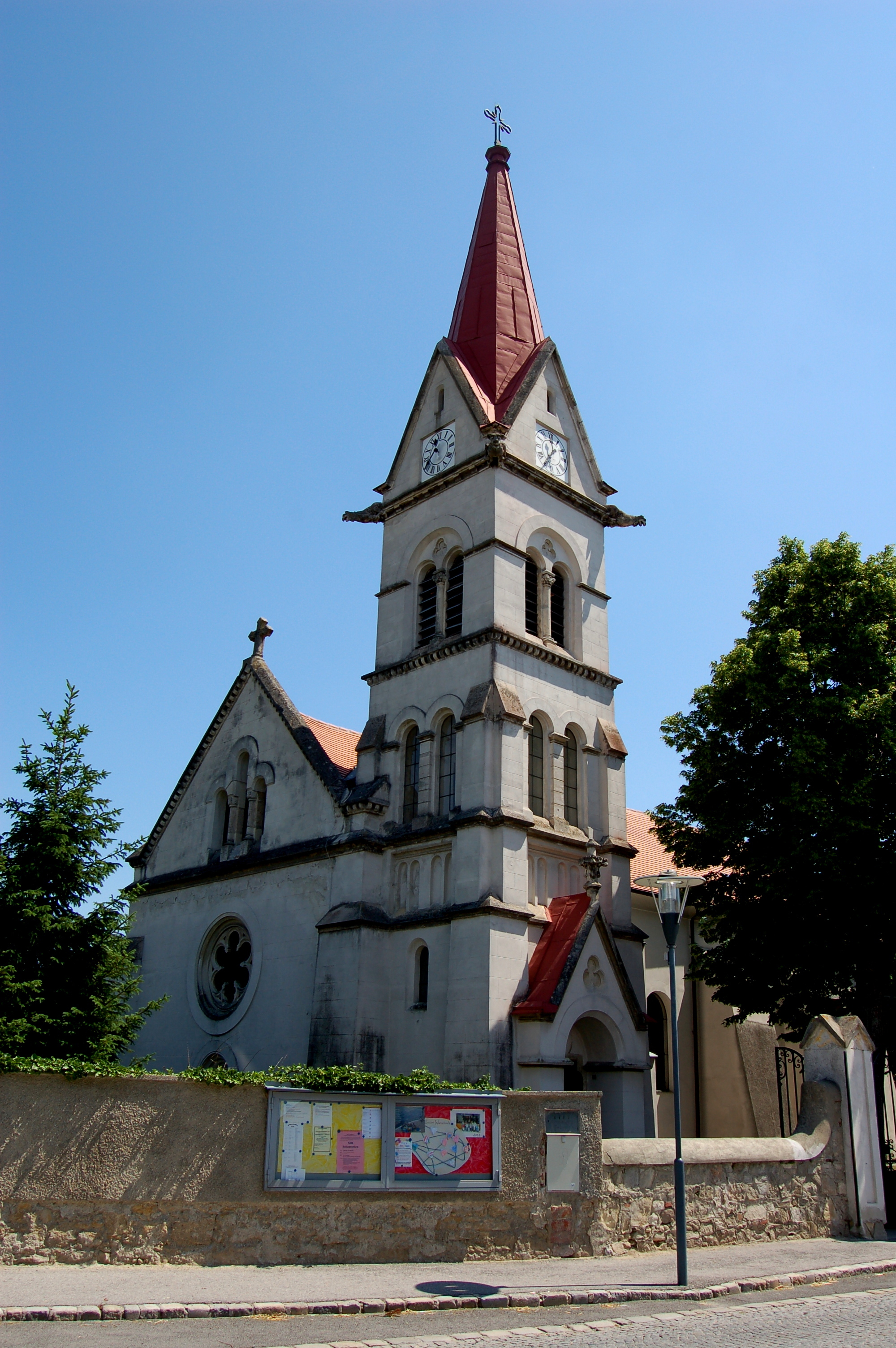
Pfarrkirche Zillingdorf

- Katholische Pfarrkirche Zillingdorf hl. Georg

## Wirtschaft und Infrastruktur
Nichtlandwirtschaftliche Arbeitsstätten gab es im Jahr 2001 35, land- und forstwirtschaftliche Betriebe nach der Erhebung 1999 48. Die Zahl der Erwerbstätigen am Wohnort betrug nach der Volkszählung 2001 849. Die Erwerbsquote lag 2001 bei 49,65 Prozent.

### Öffentliche Einrichtungen
In Zillingdorf befindet sich eine Volksschule.

## Politik

### Gemeinderat
Der Gemeinderat hat 21 Mitglieder.
- Mit den Gemeinderatswahlen in Niederösterreich 1990 hatte der Gemeinderat folgende Verteilung: 13 SPÖ, und 6 ÖVP.
- Mit den Gemeinderatswahlen in Niederösterreich 1995 hatte der Gemeinderat folgende Verteilung: 11 SPÖ, 5 ÖVP, und 3 Zillingdorf Zuerst.[8]
- Mit den Gemeinderatswahlen in Niederösterreich 2000 hatte der Gemeinderat folgende Verteilung: 11 Zillingdorf Zuerst, 6 SPÖ, und 2 ÖVP.[9]
- Mit den Gemeinderatswahlen in Niederösterreich 2005 hatte der Gemeinderat folgende Verteilung: 10 Zillingdorf Zuerst, 7 SPÖ, und 2 ÖVP.[10]
- Mit den Gemeinderatswahlen in Niederösterreich 2010 hatte der Gemeinderat folgende Verteilung: 11 Zillingdorf Zuerst, 6 SPÖ, und 2 ÖVP.[11] (19 Mitglieder)
- Mit den Gemeinderatswahlen in Niederösterreich 2015 hatte der Gemeinderat folgende Verteilung: 14 Zillingdorf Zuerst, 5 SPÖ, und 2 ÖVP.[12]
- Mit den Gemeinderatswahlen in Niederösterreich 2020 hatte der Gemeinderat folgende Verteilung: 16 Zillingdorf Zuerst, 4 SPÖ, und 1 FPÖ.[13]
- Mit den Gemeinderatswahlen in Niederösterreich 2025 hatte der Gemeinderat folgende Verteilung: 13 Zillingdorf Zuerst, 6 SPÖ und 2 FPÖ.[14]

### Bürgermeister
Bürgermeister seit 1945 waren:
- 1945 Ludwig Wisgrill
- 1945–1953 Ambros Steyrer
- 1953–1982 Georg Thomschitz
- 1982–2000 Karl Teusl
- seit 2000 Harald Hahn (ZZ)

## Söhne und Töchter des Ortes
- Franz Bauer-Theussl (1928–2010), Dirigent
- Norbert Lichtenecker (1897–1938), Geograph
- Alfred Tatar (* 1963), ehemaliger Fußballspieler, heute Fußballtrainer